# Имяново (Балтачевский район)
Имя́ново (баш. Имән) — деревня в Балтачевском районе Башкортостана, относится к Норкинскому сельсовету.

## География
Расстояние до:
- районного центра (Старобалтачёво): 20 км,
- центра сельсовета (Норкино): 6 км,
- ближайшей ж/д станции (Куеда): 90 км.

## Название
Название деревни произошло от антропонима Иман/Имян («дуб»).

## Население
| 2002 | 2009 | 2010 |
| ---- | ---- | ---- |
| 214  | ↘194 | ↘169 |

Национальный состав
Согласно переписи 2002 года, преобладающая национальность — башкиры (93 %).

## Религия
В деревне есть мечеть «Жэннэт».

## Известные уроженцы
- Усманов, Абубакир Нурианович — историк.
- Харисов, Ахнаф Ибрагимович (1914—1977) — писатель, филолог, доктор филологических наук, профессор, заслуженный деятель науки Республики Башкортостан, член Союза писателей СССР.